# Eriostethus maximus
Eriostethus maximus là một loài tò vò trong họ Ichneumonidae.